# Codonopsis gracilis
Codonopsis gracilis är en klockväxtart som beskrevs av Joseph Dalton Hooker och Thomas Thomson. Codonopsis gracilis ingår i släktet Codonopsis, och familjen klockväxter. Inga underarter finns listade i Catalogue of Life.

## Bildgalleri

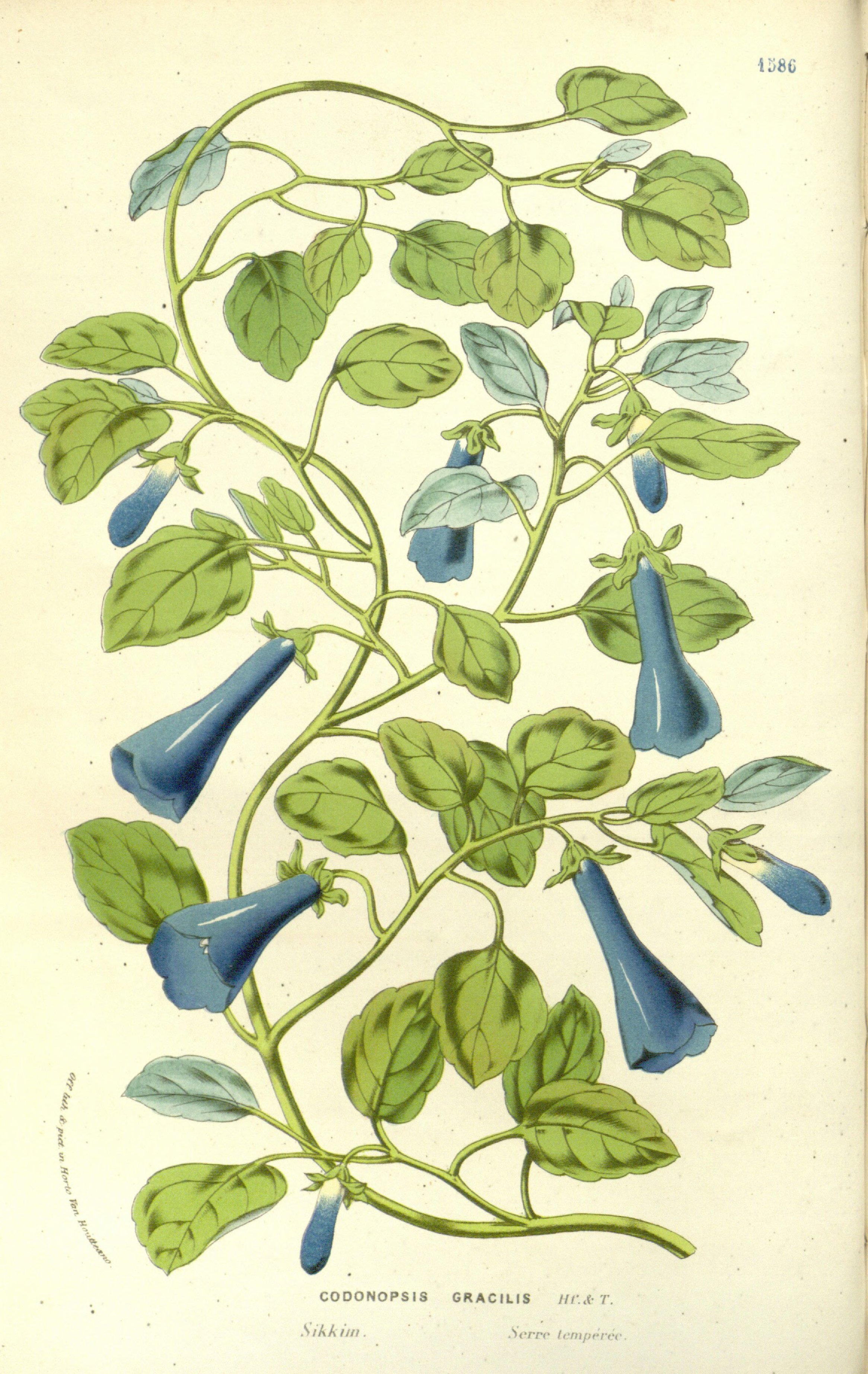